# Mike Obiku
Michael ("Mike") Edirin Obiku (Warri, 24 september 1968) is een voormalig Nigeriaans profvoetballer van onder meer Feyenoord en AZ Alkmaar en is anno 2008 jeugdtrainer bij profclub Sparta Rotterdam. Ook kwam hij viermaal uit voor het Nigeriaans voetbalelftal.

## Voor Feyenoord
Obiku begon zijn voetbalcarrière in de jeugd bij de Nigeriaanse voetbalclub Flash Flamingo's. Obiku ontwikkelde zich daar als een echte spits die veelvuldig tot scoren kwam. Na een stage bij Iwuayannu Nationale mocht hij bij de Premier League-club zijn kunsten komen vertonen. In totaal speelde hij twee seizoenen voor de club, waarin hij in zijn eerste seizoen een-op-een liep en in zijn tweede seizoen nog altijd een-op-twee.
In 1989 maakte hij de overstap naar Cyprus, waar hij ging spelen bij Anorthosis Famagusta, dat uitkwam in de A Divizion. Hij kwam wat moeizaam op gang en liet daarom het scoren wat afweten. Nadat hij eenmaal gewend was aan zijn nieuwe club en omgeving kwamen de doelpunten ook weer om de hoek kijken. Feyenoord-voorzitter Jorien van den Herik ging regelmatig op vakantie naar Cyprus aangezien hij daar een huis bezat. Bij het aanschouwen van een wedstrijd van Anorthosis Famagusta viel Mike Obiku hem in positieve zin op. Hij informeerde bij de clubleiding van Anorthosis of een overgang mogelijk was en voor aanvang van het seizoen 1992/1993 was Mike Obiku officieel Feyenoorder.

## Feyenoord
Zijn debuut bij Feyenoord maakte hij op 12 augustus 1992 in de thuiswedstrijd tegen PSV. De wedstrijd ging voor Feyenoord met 0-1 verloren en Obiku had nauwelijks iets in te brengen. Ondanks dat hij bij Feyenoord nooit een vaste basisplaats veroverde, groeide hij toch in een relatief korte tijd uit tot een publiekslieveling. Zijn brede lach, zijn parelwitte tanden en zijn ongelofelijke inzet die hij iedere minuut dat hij op het veld stond liet zien, deed de harten van de Feyenoordsupporters sneller kloppen. Obiku voelde zich één met het legioen en liet dat ook blijken. Wanneer Obiku scoorde ging zijn shirt uit en maakte hij er een dansje omheen. Hij maakte het één keer zelfs zo bont dat hij zijn shirt midden in een wedstrijd het publiek in gooide. Na een smeekbede met de supporter die het shirt opving kreeg hij hem uiteindelijk teruggeworpen en kon hij de wedstrijd hervatten. Toentertijd leverden dergelijke acties nog geen gele kaart op.
Een ander memorabel Obiku-moment is de actie tijdens een wedstrijd tegen Willem II. Nadat Obiku had gescoord, wilde hij zijn blijdschap delen met de Feyenoord-supporters. Hij klom de hekken in en begon te juichen. Ondanks dat hij met zijn handen vol in het prikkeldraad greep, kon hij zijn geluk niet op. De bebloede handen dienden wel eerst verzorgd te worden voor hij de wedstrijd kon hervatten.
Op 8 maart 1995, tijdens de kwartfinale van de Amstel Cup, speelde Feyenoord een uitwedstrijd tegen Ajax in het Olympisch Stadion. Ajax, dat in datzelfde jaar de UEFA Champions League wist te winnen, werd in de reguliere speeltijd op 1-1 gehouden. Het was tevens het jaar dat de golden goal zijn intrede deed en die zou van toepassing zijn in de verlenging van deze wedstrijd. In de tweede helft van de verlenging werd er een lange bal vanuit de Feyenoord-defensie naar voren gespeeld en Obiku nam de bal aan in zijn voeten. Hij passeerde met een paar capriole bewegingen de Ajax-verdedigers en scoorde vervolgens. Feyenoord plaatste zich daarmee voor de halve finale. Deze wedstrijd werd uit gewonnen van Heerenveen (0-1). De finale tegen FC Volendam zou worden gewonnen met 2-1 met het winnende doelpunt van Obiku in de 82ste minuut.

## Na Feyenoord
Gedurende zijn verblijf bij Feyenoord werd Obiku in 1994 tijdelijk uitgeleend aan Helsingborgs IF, waar hij het naar behoren deed en 9 maal wist te scoren in 14 wedstrijden. In 1996 verliet Obiku Feyenoord en ging hij in de Japanse J-League spelen bij Avispa Fukuoka. Via Real Mallorca kwam hij vervolgens terecht bij AZ Alkmaar, waar hij zijn opgebouwde reputatie niet echt kon waarmaken. Het seizoen daaropvolgend vertrok hij wederom naar Anorthosis Famagusta, waar hij zijn profcarrière beëindigde.

## Trainerscarrière
Na zijn actieve loopbaan als voetballer richtte Obiku zich op een trainerscarrière. Hij volgde zijn opleiding binnen de jeugdelftallen van Feyenoord. In het seizoen 2005/2006 ging hij aan de slag bij amateurvereniging Alexandria '66, waar hij het tweede elftal onder zijn hoede kreeg. Heel even leek het er op dat hij hoofdtrainer zou worden bij hoofdklasser HSV Hoek, maar die overstap vond uiteindelijk geen doorgang.
Mike Obiku was ook jeugdtrainer bij Sparta, maar is nu werkzaam bij Feyenoord Soccer Schools, hij woont in Rhoon.

## Statistieken
| seizoen | club                 | land               | competitie         | wed. | goals |
| ------- | -------------------- | ------------------ | ------------------ | ---- | ----- |
| 1987/88 | Iwuayannu Nationale  | Vlag van Nigeria   | Premier League     | 16   | 16    |
| 1988/89 | Iwuayannu Nationale  | Vlag van Nigeria   | Premier League     | 24   | 12    |
| 1989/90 | Anorthosis Famagusta | Vlag van Cyprus    | A Divizion         | 24   | 6     |
| 1990/91 | Anorthosis Famagusta | Vlag van Cyprus    | A Divizion         | 21   | 11    |
| 1991/92 | Anorthosis Famagusta | Vlag van Cyprus    | A Divizion         | 24   | 16    |
| 1992/93 | Feyenoord            | Vlag van Nederland | Eredivisie         | 21   | 7     |
| 1993/94 | Feyenoord            | Vlag van Nederland | Eredivisie         | 16   | 3     |
| 1993/94 | Helsingborgs IF      | Vlag van Zweden    | Allsvenskan        | 14   | 9     |
| 1994/95 | Feyenoord            | Vlag van Nederland | Eredivisie         | 13   | 6     |
| 1995/96 | Feyenoord            | Vlag van Nederland | Eredivisie         | 22   | 3     |
| 1996/97 | Feyenoord            | Vlag van Nederland | Eredivisie         | 3    | 0     |
| 1996/97 | Avispa Fukuoka       | Vlag van Japan     | J-League           | 15   | 7     |
| 1997/98 | Avispa Fukuoka       | Vlag van Japan     | J-League           | 12   | 2     |
| 1997/98 | Real Mallorca        | Vlag van Spanje    | Segunda División A | 20   | 15    |
| 1998/99 | AZ Alkmaar           | Vlag van Nederland | Eredivisie         | 13   | 2     |
| 1999/00 | Anorthosis Famagusta | Vlag van Cyprus    | A Divizion         | 16   | 12    |
| 2000/01 | Anorthosis Famagusta | Vlag van Cyprus    | A Divizion         |      |       |
| Totaal  | Totaal               | Totaal             | Totaal             | 274  | 127   |